# Minereul de fier suedez în Al Doilea Război Mondial
Minereul de fier suedez a fost o miză importantă a luptelor din cel de-al Doilea Război Mondial. Atât Aliații cât și al treilea Reich erau interesați în controlul regiunii miniere din nordul Suediei, din zona orașelor Gällivare și Kiruna. Importanța acestei probleme a crescut după ce alte surse de aprovizionare ale Germaniei fuseseră tăiate de blocada maritimă britanică din timpul celei de-a doua bătălii a Atlanticului. Atât planificata intervenție franco-britanică în sprijinul Finlandei în timpul războiului fino-sovietic din iarna 1939-1940, ca și invazia germană a Danemarcei și Norvegiei în cadrul Operațiunii Weserübung, au fost motivate în primul rând de scopul strategic al impiedicării uneia dintre tabere să folosească minereul de fier din aceste zăcăminte pentru producția de oțel de importanță vitală pentru război. 

## Cadrul general

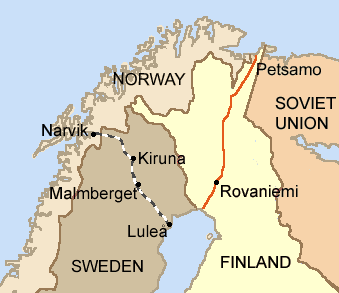
Minereul de fier era extras la Kiruna și Malmberget și era adus pe calea ferată în porturile Luleå și Narvik.
(Frontierele sunt cele din perioada 1920–1940.)

Înțelegerea navală anglo-germană din 1935 a adus prejudicii pe termen lung politicii suedeză de neutralitate. Semnată pe 18 iunie 1935, înțelegerea a fost cel mai surprinzător eveniment al anului. În ciuda prevederilor tratatului de la Versailles, înțelegerea permitea Germaniei să-și crească tonajul marinei de război la o treime din cea a Royal Navy. În același timp, Marea Britanie a fost de acord să-și retragă complet navele de luptă din Marea Baltică, transformând Germania în puterea navală dominantă din zonă, o potențială amenințare pentru Suedia și celelalte țări baltice, atât în vreme de pace cât și pe timp de război. 
Înțelegerea navală anglo-germană a ușurat controlul marinei germane asupra traficului maritim în interiorul și în afara Mării Baltice, inclusiv traficul maritim din Golful Bothnia. Prin golful Bothnia și portul suedez Luleå trecea majoritatea importurilor germane de minereu de fier. Cum 50% din necesarul de minereu de fier al Germaniei era importat din Suedia, minele și rutele maritime corspunzătoare erau de maximă importanță pentru al treilea Reich, care încerca să-și reclădească arsenalul de război. Amiralul Raeder, comandantul marinei germane, era pe deplin conștient că securizarea rutei maritime dinspre Suedia era o problemă de importanță capitală pentru Germania. 
Creșterea puterii maritime, asigurată de înțelegerea anglo-germană, amenința în mod evident independență statelor limitrofe Balticii, în special a Suediei și țărilor Baltice – Estonia, Letonia și Lituania. În acest mod, sus-numitele țări au fost obligate să-și revizuiască politicile externe, Suedia nefăcând nici o excepție din acest punct de vedere. 

## Comerțul cu minereu de fier suedez
Oțelul produs cu minereul suedez era de o importanță excepțională pentru tentativele germane de reconstrucție a puterii militare, care se făceau în pofida prevedrilor Tratatului de la Versailles. Înainte de izbucnirea celui de-al doilea război mondial, Germania putea să-și asigure doar un sfert din nevoile de minereu de fier, restul fiind obținut din importuri. Importurile din Suedia asigurau 50-60% din importurile germane de minereu de fier. Fără aceste cantități importante aduse din Suedia, Germania nu ar fi avut capacitatea să declanșeze a doua conflagrație mondială. În 1940, minereul de fier importat din Suedia și Norvegia însemna 11.550.000 de tone din necesarul anual de 15.0000.000 de tone. Germania era eliberată de acordul sus-numit de orice teamă, fiind capabilă să securizeze rutele maritime între Suedia și Germania. Acest acord punea Suedia în imposibilitate de a refuza cererile germane, de vreme ce nu era capabilă să controleze comerțul pe Marea Baltică. 
Cele mai importante porturi de unde plecau exporturile de minereu suedez erau Narvik (port la Marea Nordului în nordul Norvegiei) și Luleå (port la Marea Baltică, în Golful Bothnia). În timpul războiului, Marea Britanie a reușit să izoleze portul Narvik minând apele norvegiene. Dar exporturile de minereu de fier au continuat nestingherite pe ruta maritimă din Marea Baltica. Dacă Suedia ar fi încercat stoparea exportului de minereu de fier către Germania, ar fi trebuit să facă față unei eventuale invazii naziste. În cercurile guvernamentale suedeze ajunseseră vești despre planurile germane de invazie a țării, dar, pe de altă parte, trebuie spus că Suedia era bine înarmată, iar Germania ar fi trebuit să facă față unui război dificil și cu rezultate incerte.